# Pallacanestro Forlì 2.015
El Pallacanestro Forlì 2.015, también conocido como Unieuro Forlì por motivos de patrocinio, es un equipo de baloncesto italiano con sede en la ciudad de Forlì, en Emilia-Romaña. Fue fundado en 2015 y actualmente compite en la Serie A2 Este, la segunda división del baloncesto en Italia. Disputa sus partidos en el PalaGalassi de Forlì, con capacidad para 5.611 espectadores.

## Historia
El club fue fundado en 2015 en Forlì, tras la desaparición del Fulgor Libertas Forlì. Fue admitido en Serie B (tercera división italiana), logrando en una sola temporada el ascenso a la Serie A2 y la Copa Italia LNP de Serie B. Desde ese entonces siempre ha militado en Serie A2.

## Palmarés
- 1 Copa Italia LNP de Serie B (2016)